# Stazione di Yotsutsuji
La stazione di Yotsutsuji (四辻?, Yotsutsuji-eki) è una stazione ferroviaria situata nella città di Yamaguchi, nella prefettura omonima in Giappone. Si trova lungo la linea principale Sanyō della JR West.

## Linee e servizi
JR West
■ Linea principale Sanyō

## Caratteristiche
La stazione è dotata di due marciapiedi a isola con due binari in superficie numerati 1 e 3, a causa della rimozione in passato del binario 2. 
| 1 | ■ Linea principale Sanyō | per Shin-Yamaguchi e Shimonoseki |
| 3 | ■ Linea principale Sanyō | per Hōfu e Tokuyama              |

## Stazioni adiacenti
| «                      | Servizio               | »                      |
| Linea principale Sanyō | Linea principale Sanyō | Linea principale Sanyō |
| ---------------------- | ---------------------- | ---------------------- |
| Daidō                  | -                      | Shin-Yamaguchi         |